# مهند عوض
مهند عوض (بالإنجليزية: Muhannad Awadh)‏؛ مواليد 27 مايو 1992 في جدة، السعودية، هو لاعب كرة قدم سعودي يلعب لنادي القادسية.

## مسيرة اللاعب
كانت بداياته مع نادي الاتحاد و بعدها كانت له تجربة احترافية مع توريزنسي البرتغالي ويعدها عاد إلى السعودية ولعب لناديي العروبة ونجران و في مطلع عام 2016 وقع مع نادي الوحدة و لعب معهم فترة بسيطة وبعدها وقع مع نادي الوطني و لعب معهم فترة بسيطة وبعدها عاد إلى العروبة و وقع مع نادي النجوم عام 2017 و في مطلع عام 2019 وقع مع نادي الكوكب و في صيف 2019 وقع مع نادي الفيحاء و بعدها لعب مع نادي البكيرية ونادي الجيل ونادي الانتصار ونادي القادسية.

## روابط خارجية
- مهند عوض على موقع قاعدة بيانات كرة القدم.إي يو (الإنجليزية)
- مهند عوض على موقع Soccerway.com (الإنجليزية)